# Kari Rydman

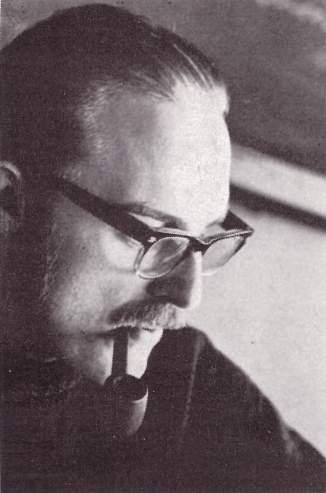
Kari Rydman på 1960-talet.

Kari-Walter Rydman, född 15 oktober 1936 i Helsingfors, finländsk tonsättare. Rydman har komponerat orkester- och kammarmusik samt kör- och solosånger. Han är också verksam som sångare, lärare och skribent och har gjort en lång rad radioprogram. Dessutom deltog han 1996 och 1998 – då Finland vann tävlingen – i det finländska laget i Musikfrågan Kontrapunkt.
Han tilldelades Pro Finlandia-medaljen 1997.